# Dvainka
Koordinati:   43°39′16″N, 15°52′43″E
Dvainka je majhen nenaseljen otoček v Jadranskem morju. Pripada Hrvaški.
Dvainka, na kateri stoji svetilnik, leži okoli 0,8 km jugovzhodno od rta Rat na otoku Zlarin. Površina otočka meri 0,066 km². Dolžina obalnega pasu je 1,34 km. Najvišji vrh doseže višino 23 mnm.
Iz pomorske karte je razvidno, da svetilnik, ki stoji na severozahodu otočka, oddaja svetlobni: B Bl(2) 5s. Nazivni domet svetilnika je 8 milj.